# Migonette Patricia Durrant
Migonette Patricia Durrant (30 tháng 5 năm 1943 - 26 tháng 11 năm 2019) là một nhà ngoại giao người Jamaica. Bà là Đại sứ tại Đức, Tổng Giám đốc của Bộ Ngoại giao Jamaica, và là Chủ tịch Hội đồng Bảo an Liên Hợp Quốc nhấn mạnh ảnh hưởng của chiến tranh đối với phụ nữ và trẻ em. Bà được bổ nhiệm làm Đại diện thường trực của Jamaica tại Liên Hợp Quốc từ ngày 7 tháng 6 năm 1995. Tổng thư ký Liên Hợp Quốc đã bổ nhiệm bà làm Thanh tra viên Liên Hợp Quốc vào tháng 4/2002 với chức danh Trợ lý Tổng thư ký; bà là người đầu tiên giữ vị trí này từ 2002-2007.

## Tiểu sử
Migonette Patricia Durrant được sinh ra ở Jamaica. Bà tốt nghiệp Đại học West Indies với bằng Cử nhân Nghệ thuật (BA) và cũng có bằng Cao đẳng về Quan hệ Quốc tế. Bà học tại Đại học Cambridge, Vương quốc Anh và nhận bằng Cao đẳng về Nghiên cứu Phát triển ở nước ngoài.
Sau khi học, bà làm việc ở Bộ Nông nghiệp với tư cách là Cán bộ hành chính từ năm 1964-1970. Sau đó, bà gia nhập Bộ Ngoại giao và làm Bí thư thứ nhất từ năm 1971 đến năm 1972, Trợ lý Hiệu trưởng từ năm 1972 đến 1974, Cố vấn trưởng Phái đoàn thường trực tại OAS tại Washington DC từ 1974 đến 1977, với tư cách là Trợ lý Giám đốc, bộ phận chính trị từ 1977 đến 1981 và Phó Giám đốc từ 1981 đến 1983.
Nhiệm vụ ban đầu của Durrant tại Liên Hợp Quốc là Phó đại diện thường trực từ năm 1983 đến 1987. Sau đó, bà được cử làm Đại sứ Jamaica tại Cộng hòa Liên bang Đức từ 1987 đến 1992 khi bà cũng đại diện cho quốc gia của mình là Đại sứ không thường trú tại Israel, Hà Lan,Thụy Sĩ và Tòa thánh. Từ năm 1992 đến năm 1995, bà làm việc tại Jamaica trong Bộ Ngoại giao và Ngoại thương với chức danh Tổng giám đốc. Bà được bổ nhiệm làm Đại diện thường trực của Jamaica tại Liên Hợp Quốc vào năm 1995. Trong giai đoạn 1999-2001, bà là Chủ tịch Ủy ban cấp cao về hợp tác kỹ thuật giữa các nước đang phát triển; năm 1999, bà là Phó Chủ tịch Ủy ban trù bị cho Phiên họp đặc biệt của Đại hội đồng Liên Hợp Quốc về Dân số và Phát triển. Bà cũng là Chủ tịch Ủy ban cấp cao về hợp tác kỹ thuật giữa các nước đang phát triển từ 1999 đến 2001. Trong thời gian 2000-2001, bà đại diện cho Jamaica trong Hội đồng Bảo an và cũng là Phó Chủ tịch của "Nhóm làm việc kết thúc mở" Cải cách của Hội đồng Bảo an Liên Hợp Quốc.    Bà cũng là Chủ tịch Ủy ban trù bị của Liên hợp quốc về Phiên họp đặc biệt về trẻ em và Chủ tịch Ủy ban tư vấn cho Quỹ phát triển phụ nữ của Liên hợp quốc (UNIFEM). 